# كوجي ناكاساتو
كوجي ناكاساتو (باليابانية: 中里 宏司) (24 أبريل 1982 في كاماكورا في اليابان – )؛ هو لاعب كرة قدم ياباني سابق كان يلعب كلاعب وسط.

## وصلات خارجية
- كوجي ناكاساتو على موقع رابطة كرة القدم اليابانية للمحترفين (اليابانية)
- كوجي ناكاساتو على موقع قاعدة بيانات كرة القدم.إي يو (الإنجليزية)
- كوجي ناكاساتو على موقع عالم كرة القدم.نت (الإنجليزية)